# Silk Way West Airlines

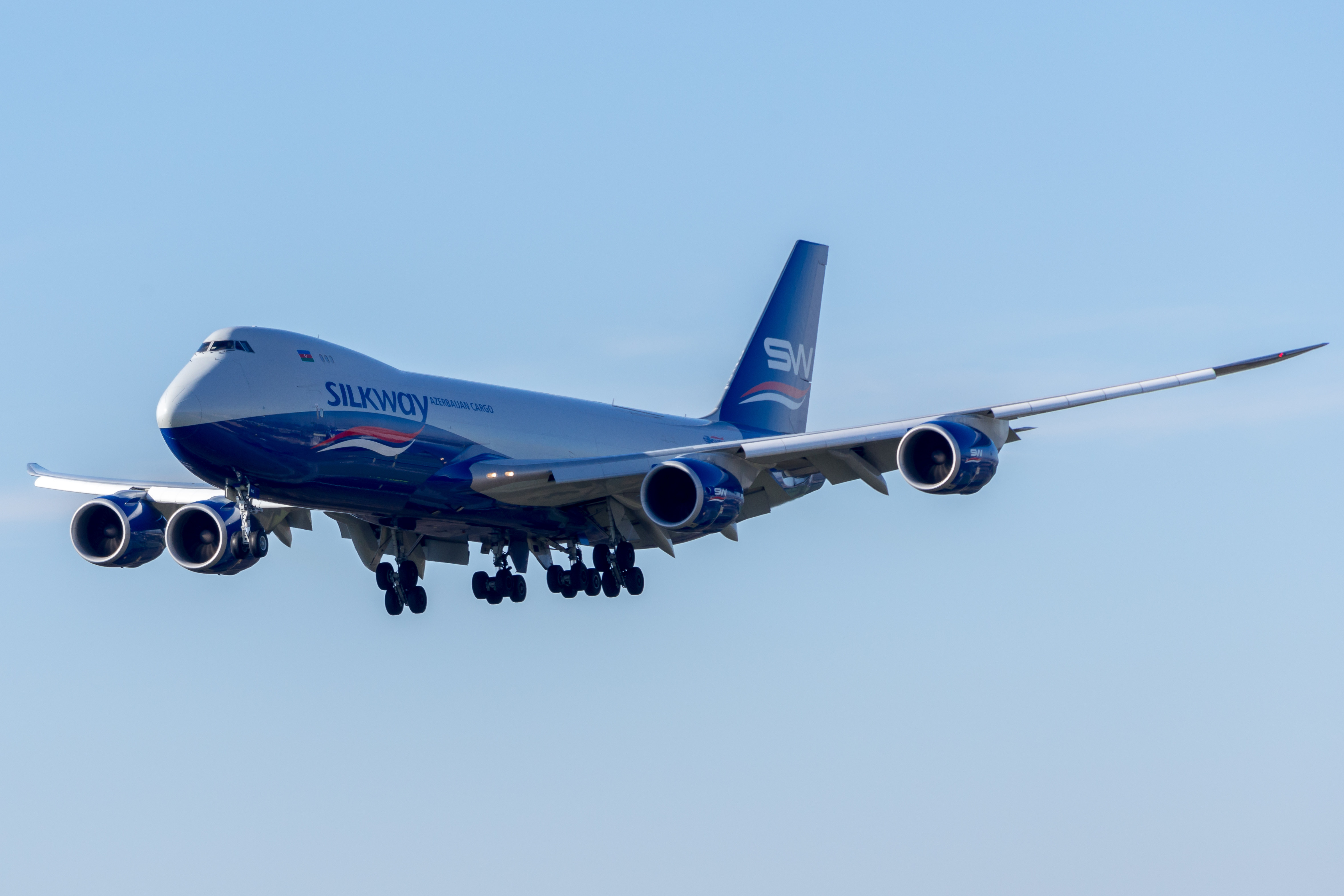
Boeing 747-8F van Silk Way West Airlines

Silk Way West Airlines is een Azerbeidzjaanse vrachtluchtvaartmaatschappij met haar hoofdkantoor op de internationale luchthaven Heydar Aliyev in Bakoe, tevens de belangrijkste hub van de luchtvaartmaatschappij.
Silk Way West Airlines is de grootste vrachtluchtvaartmaatschappij in de regio van de Kaspische Zee. De luchtvaartmaatschappij voert maandelijks ongeveer 350 vluchten over de hele wereld uit via haar vloot van 12 speciale Boeing 747-8F- en 747-400F-vliegtuigen. De jaarlijkse vrachtomzet van de luchtvaartmaatschappij bedraagt ruim 420.000 ton, terwijl het groeiende routenetwerk meer dan 40 bestemmingen in Europa, het GOS, het Midden-Oosten, Centraal- en Oost-Azië en Noord- en Zuid-Amerika omvat.
De luchtvaartmaatschappij is een dochteronderneming van de Silk Way Group, waartoe ook Silk Way Airlines en Silk Way Technics behoren. Zusterluchtvaartmaatschappij Silk Way Airlines exploiteert in totaal 5 Il-76's.

## Geschiedenis
Silk Way West Airlines werd opgericht in 2012 in Bakoe. Op 28 april 2021 tekende Silk Way West Airlines een strategische vlootuitbreidingsovereenkomst met Boeing voor vijf Boeing 777 Freighters. In maart 2022 werden nog twee Boeing 747-400F ontvangen. Op 28 juni 2022 tekende Silkway West ook een overeenkomst met Airbus voor 2 Airbus A350 vrachtvliegtuigen, met een verwachte ingebruikname in 2027. Het vliegtuig zal worden geregistreerd in Bermuda .
In oktober 2018 kondigde het bedrijf aan dat het een tweewekelijkse vrachtdienst zou lanceren vanuit zijn hub in Baku naar Tianjin in China. In augustus 2023 werden directe vluchten van Bakoe naar Los Angeles aangekondigd,  ook wordt er 7 keer per week gevlogen naar Schiphol. 

## Vloot
Sinds december 2022 exploiteert Silk Way West Airlines de volgende vliegtuigen:
| Vliegtuigen     | In dienst | Bestellingen | Opmerkingen                                   |
| --------------- | --------- | ------------ | --------------------------------------------- |
| AirbusA350F     | —         | 2            | Bestelling met 2 opties, levering vanaf 2027. |
| Boeing 747-400F | 7         | —            |                                               |
| Boeing 747-8F   | 5         | —            |                                               |
| Boeing 777F     | 1         | 4            |                                               |
| Boeing 777-8F   | —         | 2            | Bestel met 2 opties.                          |
| Totaal          | 13        | 8            |                                               |

In 2023 heeft Silk Way West haar eerste Boeing 777F in gebruik genomen, hiermee is dit vliegtuig nieuw bij de airline geïntroduceerd en zal het een opstap zijn voor de grotere vloot van 4 Boeing 777F's en 2 Boeing 777-8F's.
De extra vloot van Ilyushin Il-76 vrachtvliegtuigen wordt beheerd door zusterbedrijf Silk Way Airlines. 